# Wäschbach (Kocher)
Der Wäschbach ist ein Bach im Stadtgebiet von Neuenstadt am Kocher im baden-württembergischen Landkreis Heilbronn. Nach über zwei Kilometer langem Lauf nach Nordosten mündet er zwischen Neuenstadt selbst und seinem Dorf Kochertürn von links in den unteren Kocher. 

## Name
Der Name Wäschbach ist auf den meisten Karten eingetragen, dem entspricht auch der gleiche Namen eines Gewanns am Unterlauf. Der Name Brambächlein findet sich dagegen nur auf einem einzigen Layer einer topographischen Karte.

## Geographie

### Verlauf
Der Wäschbach entsteht etwa 400 Meter südwestlich der Ortsmitte des Weilers Brambacher Hof von Neuenstadt. Dort beginnt auf etwa 201 m ü. NHN zwischen Äckern an einem Feldwegdreieck ein gerade gezogener Graben, der zunächst dem südostwärts führenden Weg folgt, bald aber sich nach links von diesem abkehrt und dabei auf künftig nordöstlichen Lauf dreht. Nach seiner Wende zieht er am Südostrand von Brambacher Hof entlang.
Unterhalb ändert sich das Bild, nun läuft er überwiegend an und in einem schmalen Grünlandstreifen zwischen etwas entfernten Äckern linksseits und einem lückenhaften Baumbestand am sich rechtsseits steiler erhebenden Hang, der zumindest teilweise aus verwilderten Obstwiesen entstanden ist und sich mehrfach zu kleinen Waldstücken verdichtet. Den etwa einen Meter breiten Bach säumen dort Erlen und Eschen am rechten Ufer, er ist nun auch leicht geschlungen, wechselnd stark eingetieft und läuft über einige durch Versinterung entstandene kleine Stufen. Vom rechten Unterhang her speisen ihn Sickerquellen.
Zuletzt durchfließt er eine sumpfige Senke, in der früher hinter der Straße ein kleiner Teich angestaut war, unterquert sodann die L 1088 Neuenstadt–Oedheim, läuft zuletzt noch weniger als hundert Meter über die linke Wiesenaue des Flusses und fließt dann von links und auf knapp 160 m ü. NHN zwischen Neuenstadt und Kochertürn in den unteren Kocher ein.
Der Wäschbach mündet nach 2,3 km langem Weg mit mittlerem Sohlgefälle von rund 18 ‰ etwa 41 Höhenmeter unterhalb seines Grabenursprungs. Außer den genannten Quellgerinnen und Weggräben hat er keine offenen Zuflüsse.
Nach einer Karte aus dem frühen 20. Jahrhundert floss der Wäschbach nach dem damals noch bestehenden Teich und der Straßenquerung statt wie heute in nordnordöstlicher in schnurgerade nordnordwestlicher Richtung und mündete deshalb nach etwa 300 Meter längerem Unterlauf erst im Inneren des nächsten rechten Kocherbogens.

### Einzugsgebiet
Das Einzugsgebiet des Wäschbachs ist etwa 2,8 km² groß und zählt naturräumlich zum Unterraum Kocherplatten und Krumme Ebene der Hohenloher und Haller Ebene. Die höchste Erhebung ist der Weißlesberg an der Südwestspitze mit etwa 248 m ü. NHN. Es hat einen großen Waldanteil, im Westen mit dem Sperberswald und weniger im Südwesten mit dem Zwirbelwald, doch der größere Teil ist offen und steht überwiegend unterm Pflug. Randbereiche im Umfang von weniger als einem Siebtel der Gesamtfläche im Westen und Süden gehören zur Gemeinde Oedheim, das übrigen Einzugsgebiet zur Stadt Neuenstadt am Kocher, davon wiederum der merklich größere Anteil zur Stadtteilgemarkung Kochertürn, in der auch der Brambacher Hof liegt, der einzige Siedlungsplatz.
Reihum liegen die Einzugsgebiet folgende Nachbargewässer:
- Im Nordwesten fließt ein kurzer nächster Bach unterhalb des Wäschbachs zum Kocher;
- im Südosten konkurrieren der Dahenbach und sein linker Oberlauf Brunnenwiesenbach, deren Abfluss über die Brettach nunmehr oberhalb in den Kocher gelangt;
- im Südwesten liegt das obere Einzugsgebiet des anfangs Lautenbach genannten Attichsbachs, dessen Wasser über die Sulm oberhalb des Kochers den Neckar speist;
- im Westen liegt das Quellgebiet des letzten Kocher-Zuflusses Merzenbach.

## Geologie
Das Einzugsgebiet des Wäschbachs ist weit überwiegend mit Lösssediment aus quartärer Ablagerung bedeckt. Etwa einen halben Kilometer vor der Mündung in den holozänen Auenlehmen der Kochertalau beginnt am rechten Hangfuß der Lettenkeuper (Erfurt-Formation)  bis zum Talende auszustreichen, wenig über dem etwas Gipskeuper (Grabfeld-Formation) liegt. In den oberen Einzugsgebietsteilen liegt im Untergrund wohl also ebenfalls Gipskeuper, der westlich von Brambacher Hof im Gewann Loh auch eine Waldkuppe auf der Wasserscheide bedeckt.

### LUBW
Amtliche Online-Gewässerkarte mit passendem Ausschnitt und den hier benutzten Layern: Lauf und Einzugsgebiet des Wäschbachs

Allgemeiner Einstieg ohne Voreinstellungen und Layer: Daten- und Kartendienst der Landesanstalt für Umwelt Baden-Württemberg (LUBW) (Hinweise)
1. 1 2  Name Wäschbach für den Bach nach dem Hintergrundlayer Topographische Karte und dem Layer Gewässername, fürs Gewann und den Bach nach dem Layer Liegenschaften und Gewässer. Auch der Layer Rad, Wander und Freizeit von  Geoportal Baden-Württemberg (Hinweise) beschriftet den Bach so, der Layer ATKIS Basis transparent zeigt auch den Gewannnamen Wäschbach, beschriftet den Bach jedoch mit Brambächlein.
2. 1 2  Höhe nach dem Höhenlinienbild auf dem Hintergrundlayer Topographische Karte.
3. ↑  Höhe nach grauer Beschriftung auf dem Hintergrundlayer Topographische Karte.
4. ↑  Länge nach dem Layer Gewässernetz (AWGN).
5. ↑  Einzugsgebiet abgemessen auf dem Hintergrundlayer Topographische Karte.
6. ↑  Natur teilweise nach dem Layer Geschützte Biotope.
7. ↑  Länge abgemessen auf dem Hintergrundlayer Topographische Karte.

### Andere Belege
1. ↑  Früherer Teich und alte Unterlauftrasse nach:
  - Meßtischblatt 6721 Kochendorf von 1902 in der Deutschen Fotothek
2. ↑  Josef Schmithüsen: Geographische Landesaufnahme: Die naturräumlichen Einheiten auf Blatt 161 Karlsruhe. Bundesanstalt für Landeskunde, Bad Godesberg 1952. → Online-Karte (PDF; 5,1 MB)
3. ↑  Geologie nach den Layern zu Geologische Karte 1:50.000 auf: Mapserver des Landesamtes für Geologie, Rohstoffe und Bergbau (LGRB) (Hinweise)